# Kryworischstal
Kryworischstal (aktueller Name: ukrainisch АрселорМіттал Кривий Ріг ArselorMittal Krywyj Rih) ist ein ukrainischer Stahlproduzent mit Sitz in der ukrainischen Stadt Krywyj Rih.

## Geschichte
Der Konzern wurde im August 1934 durch die sowjetische Regierung gegründet. Während des Zweiten Weltkrieges wurde das Werk Anfang August 1941 – wie auch andere Stahlhütten und die Erzbergwerke in Krywyj Rih – vor dem Rückzug der Roten Armee auf Befehl Stalins teilweise zerstört, um sie für die vorrückenden Deutschen unbrauchbar zu machen. Nachdem die Wehrmacht Krywyj Rih erobert hatte, kam das Werk zunächst unter die Zwangsverwaltung der staatlichen deutschen Berg- und Hüttenwerksgesellschaft Ost. Deutsche Unternehmen hatten kein oder wenig Interesse, die Stahlwerke zu übernehmen, da angesichts der Zerstörungen unabsehbar war, wann diese wieder profitabel betrieben werden könnten, und weil sie die in ihren Stammwerken dringend benötigten Fachleute nicht abgeben wollten. Schließlich erklärten sie sich dazu bereit, als „Patenbetriebe“ für die Wiederherrichtung einzelner Werke zu sorgen, nachdem absehbar war, dass sie anderenfalls durch Weisungen dazu verpflichtet worden wären. So wurde das Stahlwerk in Krywyj Rih im Rahmen des Iwan-Programmes von der Hoesch AG übernommen. Doch da es an Kohle und Koks mangelte, konnten die Hochöfen nicht angeblasen werden. Bevor sich die Wehrmacht im Februar 1944 zurückzog, zerstörte sie ihrerseits, was noch brauchbar war. Nach dem Krieg wurde das Werk als sowjetischer Staatsbetrieb wiederaufgebaut.
Der Konzern stellte 2004 rund sieben Millionen Tonnen Stahl her und rangierte damit unter den Stahlherstellern weltweit auf Platz 30. Im Jahr 2004 erzielte Kryworischstal einen Nettogewinn von 378 Millionen USD und beschäftigte im Jahr 2014 mehr als 50.000 Mitarbeiter. Das Unternehmen verfügt über eigene Erz- und Kohlevorräte.

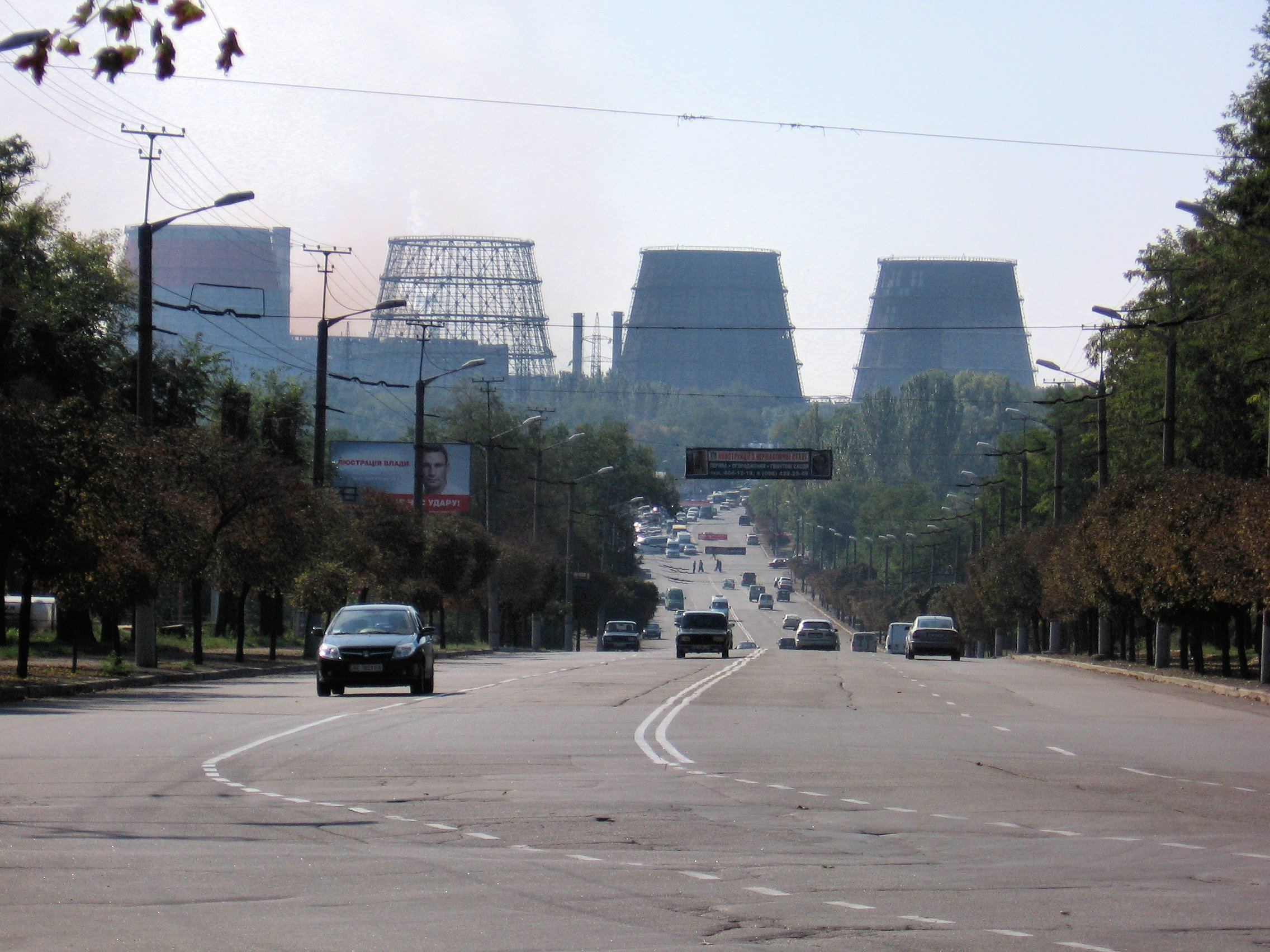
Ansicht der Türme des Stahlwerks in Krywyj Rih

Im Oktober 2005 ersteigerte die Mittal Steel Company in einer vom Fernsehen übertragenen Auktion Kryworischstal für 4,8 Milliarden USD. Das Unternehmen ist seither unter der Bezeichnung Mittal Steel Kryvyi Rih in die Mittal-Gruppe eingegliedert. Mittelfristig möchte  Mittal die Produktion auf 10 Millionen Tonnen im Jahr steigern. Der größte deutsche Stahlproduzent ThyssenKrupp produzierte 2004 in allen seinen europäischen Stahlwerken zusammen insgesamt 17,6 Millionen Tonnen Stahl.
Aufgrund des russischen Überfalls auf die Ukraine legte ArcelorMittal das Werk am 3. März 2022 bis auf Weiteres still.